# Сабинская война (505—502 до н. э.)
Сабинская война 505—502 до н. э. — война Римской республики с сабинами.

## Кампания 505 до н. э.
Сабины, неоднократно воевавшие с Римом, снова взялись за оружие в 505 до н. э., после заключения мира между римлянами и Порсенной, и, вероятно, после окончания этрусской оккупации Рима. Дионисий пишет, что они рассчитывали воспользоваться ослаблением Рима, потерпевшего поражение от этрусков, и начали грабительские набеги. Римляне потребовали возмещения ущерба, а получив отказ, объявили сабинам войну. Консул Марк Валерий Волуз с кавалерией и легкой пехотой настиг и разгромил грабителей. Сабины направили крупное войско, и римляне снарядили армию под командованием обоих консулов. Валерий выступил навстречу противнику и встал лагерем на реке Аниен, а его коллега Публий Постумий Туберт занял позицию недалеко от Рима, на случай внезапного нападения изгнанных сторонников монархии. В битве на Аниене консулы окружили и разгромили войско сабинов. По сообщению Ливия, римляне одержали победу и консулы справили триумф.

Тогда впервые Рим, придя в себя после поражения, нанесенного тирренами, вернул себе прежний дух и решился, как прежде, добиваться верховенства над соседями.— Дионисий Галикарнасский. Римские древности. V. 39, 4.

## Кампания 504 до н. э.
Сабины на общем собрании решили продолжить войну с римлянами, под предлогом того, что после низложения Тарквиния договор с Римом недействителен. По словам Дионисия, Секст Тарквиний был избран диктатором, набрал войска и заключил союз с отпавшими от Рима Фиденами и Камерией. Среди самих сабинов произошел раскол, и влиятельный аристократ Аттий Клавз вместе со своим кланом эмигрировал в Рим. По мнению Дионисия, он оказал решающее влияние на исход войны, и за это был причислен к патрициям. Его роду были предоставлены для поселения земли за Аниеном, между Фиденами и Пицетией. Позднее там была образована триба Клавдия.
Секст Тарквиний разбил лагерь под Фиденами. Консулы Валерий Публикола и Тит Лукреций разгромили его войско и захватили лагерь. По словам Дионисия, сабины и их союзники потеряли убитыми 13 500 человек и 4 200 пленными. После этого римляне взяли Фидены. Город не стали разрушать, лишь наиболее знатные жители были казнены. Для усиления контроля в Фидены были направлены колонисты. Публикола отпраздновал триумф.

## Кампания 503 до н. э.
Сабины собрали ещё большее войско и в третий раз вторглись на римскую территорию, подступив к самым стенам Рима, и, возможно, даже ворвавшись в город. Во всяком случае, Дионисий пишет, что погибло много не только сельских жителей, не успевших бежать при появлении врагов, но и среди горожан были большие потери. Консула Постумия сабины заманили в засаду, разгромили и блокировали в каком-то ущелье. Второй консул Агриппа Менений, мобилизовав всех, способных носить оружие, деблокировал своего коллегу.
Сабины предъявили римлянам ультиматум, требуя вернуть власть Тарквинию. Римляне, в свою очередь, потребовали у сабинов сложить оружие и подчиниться. Армии сошлись у сабинского города Эрета. Римляне уступали противнику числом, но в отчаянной атаке обратили сабинов в бегство. По возвращении в Рим Менений удостоился триумфа, а Постумий — овации, так как до этого был разбит и по его вине погибло много воинов.
Ливий об этой кампании вообще не упоминает, сообщая вместо этого о войне с аврунками. Он также пишет о праздновании триумфа, но в фастах указаны именно победы над сабинами.

## Кампания 502 до н. э.
В этом году консул Спурий Кассий закончил войну, одержав над сабинами решительную победу «недалеко от города уритов». В этом сражении было убито около 10 300 и взято в плен почти 4 000 сабинов. Сабины приняли мир на римских условиях, снабдив консульскую армию продовольствием, выплатив контрибуцию и передав римлянам 10 тыс. плетров обрабатываемой земли. Ливий и об этой кампании ничего не сообщает, продолжая описывать войну с аврунками.